# La valle di pietra
La valle di pietra è un film del 1992 diretto da Maurizio Zaccaro. Adattato per il grande schermo dallo stesso Zaccaro e da Ermanno Olmi (ideatore del soggetto) da una novella dello scrittore austriaco Adalbert Stifter, il film è stato presentato in molti festival internazionali, fra i quali la 49ª Mostra d'Arte Cinematografica di Venezia.

## Trama
Boemia, 1850. Un agrimensore viene spedito dal governo in una remota valle denominata dai locali "La valle di pietra" per il suo aspetto brullo, fatto di montagne di fragile e grigia pietra calcarea. Durante il lavoro di cartografia, l'agrimensore conosce un prete “d'aspetto umilissimo e quasi miserabile”, tutto dedito alla sua parrocchia.

## Produzione
Buona parte delle riprese sono state realizzate nei luoghi originali descritti da Adalbert Stifter, in Boemia, nella città di Český Krumlov ma anche nella casa natale dello scrittore a Oberplan (oggi Horní Planá), che compare sulla sequenza dei titoli di testa del film. La sequenze della "Valle di pietra" sono state invece realizzate in Italia, nell'alto Montefeltro (Balze di Verghereto, Montecoronaro, Alfero, Castel d'Alfero) e in Valmarecchia (Santarcangelo di Romagna, Maiolo, Casteldelci, Sant'Agata Feltria e Pennabilli). Le scenografie erano di Carlo Simi, già scenografo di diversi film di Sergio Leone.

## Distribuzione
In Germania è stato distribuito con il titolo Kalkstein. Sul mercato italiano il film è uscito in VHS ma non in DVD.

## Riconoscimenti
- Grolla d'Oro 1992 miglior sceneggiatura
- Targa Anec miglior regia
- Premio Ciak d'oro 1993 migliori costumi a Simonetta Leoncini[1]
- Premio San Fedele 1992/93 miglior film
- Premio O.C.I.C. a Montreal